# Leucopogon lasiostachys
Leucopogon lasiostachys är en ljungväxtart som beskrevs av Stschegl. Leucopogon lasiostachys ingår i släktet Leucopogon och familjen ljungväxter. Inga underarter finns listade i Catalogue of Life.